# Майкович Іван Теодозій
Іва́н Майко́вич (в миру: Теодо́зій Григо́рович Майко́вич; нар. 28 травня 1952, Поділля, Галицький район, Івано-Франківська область) — релігійний діяч, священник Української греко-католицької церкви, ієромонах Чину святого Василія Великого.

## Життєпис
Народився в с. Поділля Галицького району (нині Івано-Франківського району) Івано-Франківської області в сім'ї Григорія та Єви Майковичів. Закінчив Львівський технікум радіоелектроніки (1972) та Львівський політехнічний інститут (1981, нині Національний університет «Львівська політехніка»). Займався велоспортом (майстер спорту СРСР). Працював у Львові на ВО «Кінескоп» (1974), у ВО «Іскра» (1975–1990).
15 липня 1980 року вступив на підпільний новіціят отців Василіан. 9 жовтня 1983 року склав перші чернечі обіти, а 2 липня 1988 року — урочисті довічні обіти в Чині святого Василія Великого. 14 січня 1990 року прийняв священниче рукоположення з рук єпископа Івано-Франківського Софрона Дмитерка, ЧСВВ.
У 1990–1991 роках перебував у Золочівському монастирі. Упродовж 1991–2007 років був ігуменом Бучацького монастиря Чесного Хреста Господнього. До міста скерований разом з о. Августином Дзюрбаном протоігуменом о. Василем Мендрунем. Вперше прибув до Бучача 1990 року, першу Службу Божу відслужив 17 березня 1991 року. Спричинився до віднови цього монастиря після його знищення радянською владою. При монастирі заснував ліцей (пізніше — колегіум) імені святого священномученика Йосафата і був його першим директором від 1995 до 2009 року. При Бучацькому монастирі за його сприяння відновила роботу мала гідроелектростанція на річці Стрипа загальною потужністю 280 кВт.
У 2009–2010 роках перебував у монастирі святого Онуфрія у Львові, де виконував служіння помічника економа Провінції Отців Василіян Найсвятішого Спасителя в Україні. В 2010–2014 роках виконував своє монаше і священниче служіння в Золочівському монастирі Вознесіння Господнього, був адміністратором храму святого Миколая у Золочеві. У 2014–2016 роках був магістром новіціяту в Крехівському монастирі св. Миколая. У 2016–2020 роках — ігумен Крехівського монастиря, а з 2020 року виконує служіння в Жовківському монастирі.

## Відзнаки
1 грудня 2009 року «за значний особистий внесок у соціально-економічний та культурний розвиток Тернопільської області, вагомі досягнення у праці та з нагоди 70-річчя утворення області» Президент України Віктор Ющенко нагородив о. Івана Майковича орденом «За заслуги» III ступеня.
Почесний громадянин міста Бучача.